# Felim O'Neill de Kinard
Sir Felim O'Neill de Kinard (mort l'agost de 1653), també anomenat Phelim MacShane O'Neill o Féilim Ó Néill (gaèlic irlandès) fou un noble irlandès que va dirigir la rebel·lió que va començar la nit del 23 d'octubre de 1641 a l'Ulster. El seu nom també es tradueix del gaèlic irlandès Féilim com Phelim, i Cionn Ard como Kinard o Caledon. Era membre de la Confederació catòlica durant les Guerres de les Tres Nacions, on va lluitar amb el seu parent Owen Roe O'Neill. Fou capturat i executat durant la conquesta de Cromwell en 1652. També es creu que Phelim és d'on prové la firma de declaracions oficials, P. O'Neill de l'Exèrcit Republicà Irlandès durant el segle xx.

## Rerefons
Membre de la famosa família O'Neill, Felim era el nebot de Henry Oge O'Neill, un dels O'Neills que va romandre a Ulster després de l'exili conegut com la «Fugida dels Comtes» i malgrat les dificultats arribades amb la confiscació de terres i amb la colonització de la província. La família O'Neill provenia d'una branca menor del mateix clan i havia augmentat la seva importància unint-se als anglesos contra el terratinent Hugh O'Neill en la guerra dels nou anys irlandesa. A canvi dels seus serveis, la família de Felim va mantenir unes finques al voltant de Kinard al comtat de Tyrone. O'Neill va ser membre del Parlament irlandès en 1630 i va adquirir experiència com advocat al King's Inns de Londres.

## Rebel·lió
No obstant això, en comú amb molts altres irlandesos catòlics, i especialment amb els gaèlics, O'Neill es va sentir amenaçat pel govern anglès protestant de l'illa. En particular, els nadius se sentien apesarats per l'exclusió catòlica de l'administració pública i de la contínua confiscació de les terres que els pertanyien.
A la fi de 1630 aquest temor va aconseguir el seu màxim punt, quan es va saber que Thomas Wentworth, comte de Strafford, i ministre de Carles I planejava noves i àmplies colonitzacions. En 1641 es va aconseguir un punt de crisi, quan els Covenanters escocesos i el Parlament Romanent anglès van amenaçar d'envair Irlanda per finalment sotmetre el catolicisme al país. Dins d'aquesta atmosfera de temor i paranoia, Felim es va veure embolicat en un complot organitzat pels seus companys gaèlics d'Ulster per envair Dublín i ràpidament prendre la resta de ciutats irlandeses. Després d'això, van planejar sol·licitar plens drets per als catòlics i posseir un govern propi en nom del rei. El rol d'O'Neill consistia a prendre ciutats i llocs fortificats en el Nord del país.
No obstant això, a causa que les autoritats angleses van rebre per part d'Owen O'Connolly (un protestant) la informació sobre el pla elaborat, van capturar Hugh MacMahon i Connor Maguire, dos dels conspiradors que executarien l'assalt, i el pla per prendre Dublín va fracassar. O'Neill va continuar avançant i va començar la rebel·lió al Nord de l'illa, però ràpidament es va adonar que no podia controlar als camperols que ell mateix havia alçat. Tota aquesta gent, molts dels quals havien estat desplaçats durant la colonització de l'Ulster van començar a atacar als colonitzadors escocesos i anglesos. O'Neill, juntament amb Rory O'Moore, va intentar llavors marxar cap a Dublín, derrotant forces governamentals en Julianstown però fracassant en la presa de Drogheda després d'un inútil setge.

## Carrera en la guerra civil
La rebel·lió es va expandir ràpidament per la resta de l'illa. En la primavera de 1642 només es mantenien els enclavaments protestants al voltant de Dublín, Cork i Derry. Carles I d'Anglaterra va enviar un nombrós exèrcit al país, que probablement hauria acabat amb la rebel·lió si no hagués començat la guerra civil anglesa. Davant la situació, les classes terratinents van començar a formar la Confederació Catòlica, la qual va actuar com a govern independent de facto a l'illa fins a 1649.
Felim era membre del parlament confederat, anomenat l'assemblea general, però es trobava alineat al lideratge dels catòlics irlandesos amb magnats de terres més acabalats. Pel costat militar, també es trobava alineat. Després de la seva desastrosa derrota a Glanmaquin prop de Raphoe al comtat de Donegal, el seu paisà Owen Roe O'Neill, un soldat professional arribat dels Països Baixos espanyols, va ser nomenat general de l'exèrcit confederat d'Ulster. Felim era un comandant de cavalleria en aquesta força, i va passar la major part dels següents sis anys lluitant contra l'exèrcit covenanter escocès que havia desembarcat a Ulster. Va lluitar en la victòria del seu exèrcit en la batalla de Benburb.
En la política confederada, O'Neill era moderat, defensant el pacte amb Carles I i els reialistes anglesos com a manera de guanyar la guerra contra el parlament anglès i els covenanters escocesos. En 1648, va votar per la segona pau Ormonde, separant-se de Roe O'Neill, qui es va oposar al costat de la majoria de l'exèrcit d'Ulster. Durant l'estiu del mateix any, els exèrcits confederats van lluitar entre ells per aquest assumpte, predominant els pro-reialistes.

## Execució
No obstant això, aquests fets no eren suficients per detenir la reconquesta de l'illa pel Nou Exèrcit Model d'Oliver Cromwell. Els ben equipats i entrenats parlamentaris van arrasar la resistència Confederada i Reialista i van imposar un brusc assentament als catòlics irlandesos.
En 1650 l'exèrcit d'Ulster es va dirigir cap a la batalla de Scarrifholis. Felim O'Neill va escapar de la contesa però va passar la resta dels seus dies com a fugitiu. Poc després del desastre de Scarrifholis va repel·lir amb èxit un assalt parlamentari dut a terme al fort de Charlemont, fet que provocà fortes baixes en les tropes angleses abans de rendir-se amb condicions i anar-se'n amb la resta de les seves.
Qualsevol que va estar implicat en la rebel·lió del 41 va ser culpabilitzat per les massacres de civils protestants i va ser executat. A Felim, com a governant dels insurgents li van tenir poca estima en capturar-lo el 4 de febrer de 1653 prop de Newmills (Comtat de Tyrone), al castell de Roughan on s'havia refugiat. Des d'aquí el van conduir cap a Dublín on fou penjat, arrossegat i esquarterat per traïció.
Podia haver evitat la seva execució si hagués atestat que per alçar la rebel·lió tenia comissió de Carles I tal com al·legaven els parlamentaris, no obstant això, va refusar fer-ho. Va ser executat a l'agost de 1653 segons el veredicte d'un tribunal suprem instaurat a Dublín pel govern cromwellià.
O'Neill és un personatges de la novel·la en irlandès d'Annraoi Ó Liatháin Dún na Cinniúna centrada en el setge de Charlemont de 1651 a Tyrone.
La derrota d'O'Neill a Glanmaquin en 1642 és descrita a la novel·la de Darach Ó Scolaí An Cléireach.
Li va sobreviure com a mínim un fill, Górdún Ó Neill.